# Johann Franz Brendler
Johann Franz Brendler (* April 1773 in Dresden; † 12. Juni 1807 in Stockholm) war ein schwedisch-deutscher Flötist.

## Leben und Werk
Brendler ging 1802 mit seiner Familie nach Schweden. Er wurde Flötist in der Königlichen Hofkapelle Stockholm. Brendler galt als herausragender Virtuose und gab öfter Solokonzerte in der schwedischen Hauptstadt. Erwähnt wird er in Carl Martin Nissers Svensk Instrumentalkomposition 1770–1830, Nominalkatalog, Stockholm 1943.
Johann Franz Brendler war mit Henriette Louise Stölzel (1777–1817) verheiratet. Der schwedische Komponist Eduard Brendler war gemeinsamer Sohn des Ehepaares.